# سكوت هيجينز
سكوت هيجينز (بالإنجليزية: Scott Higgins)‏ (9 يونيو 1976 بكيرنز في أستراليا - ) هو لاعب كرة قدم أسترالي في مركز حراسة المرمى. لعب مع غولد كوست يونايتد ونادي أديلايد يونايتد ونادي بريزبان رور ونادي فالكيرك ونادي ويلينغتون فينيكس وMaccabi Herzliya F.C. ‏ وكانبرا كوزموز ‏ وبريزبان سترايكرز ‏.

## وصلات خارجية
- سكوت هيجينز على موقع قاعدة بيانات كرة القدم.إي يو (الإنجليزية)
- سكوت هيجينز على موقع Soccerbase.com (لاعب) (الإنجليزية)
- سكوت هيجينز على موقع عالم كرة القدم.نت (الإنجليزية)